# Mécanisme d'adhésion directe
En physique, l'adhésion est l'ensemble des phénomènes physico-chimiques qui se produisent lorsque l’on met en contact intime deux matériaux, dans le but de créer une résistance mécanique à la séparation. L’adhésion intervient dans de multiples domaines. Elle est soit directe, soit médiée par un matériau intermédiaire.
L'adhésion directe entre matériaux est rare. Elle a lieu uniquement pour des matériaux très lisses et extrêmement propres (mica ou silicium par exemple), que l'on parvient à mettre en contact intime, c'est-à-dire à des distances de l'ordre de la taille atomique (nanomètre). 
- Exemples d'adhésion directe : adhésion moléculaire du mica ou du silicium, adhésion du lézard gecko, fabrication des pneus de voitures.
- Exemples d'adhésion indirecte : adhésion capillaire, colles, adhésifs.

Cette page détaille les différents mécanismes qui donnent lieu a une adhésion directe entre matériaux.

## Théorie mécanique
La théorie de l’ancrage mécanique, initiée par Mac Bain dès 1926, est la plus ancienne des théories de l’adhésion. Ce modèle considère que l’origine de l’adhésion provient d’un ancrage physique du revêtement dans les aspérités présentes à la surface du substrat. Il en résulte un accrochage mécanique entre les deux surfaces. Ce mécanisme n’est donc applicable que lorsqu’il existe un contact intime entre les deux matériaux et que le revêtement (la colle, la peinture…) mouille bien la surface du substrat afin de pouvoir pénétrer les anfractuosités de sa surface. Mais l’adhésion sur des surfaces parfaitement lisses suppose d’autres théories.

## Théorie électrique
La théorie électrique a été développée par Derjaguin (en). À la surface de couches d’oxydes à caractère ionique, les hétérogénéités chimiques et les défauts de surface aboutissent à la formation de charges électrostatiques. Le système revêtement/substrat est alors assimilé à un condensateur plan dont les armatures seraient les deux couches électriques formées au contact des deux surfaces.

## Théorie de la diffusion
La théorie de la diffusion a été proposée par Voyuskii. Elle s’applique aux matériaux polymères compatibles (c’est-à-dire lorsqu'au moins un monomère est soluble dans l’autre monomère), en particulier à l’autoadhésion, lors du contact de deux matériaux de même nature, comme le caoutchouc. Dans cette théorie, l’adhésion résulte de l’interdiffusion des molécules ou des chaînes d’un des pré-polymères dans l’autre. L’interface entre les deux matériaux disparaît au profit d’une interphase, dont les propriétés physico-chimiques varient continûment, depuis les propriétés du premier matériau jusqu'à celles du second. Cette adhésion est contrôlée par les phénomènes de diffusion, c’est pourquoi elle implique la compatibilité des matériaux.

## Théorie thermodynamique
La théorie thermodynamique, aussi appelée « théorie du mouillage », a été initiée par Sharpe et Schonhorn. Selon cette théorie, l’adhésion est attribuée aux forces intermoléculaires (liaisons chimiques de type van der Waals), existant à l’interface. Ces liaisons intermoléculaires sont faibles et non dirigées. Elles ont un champ d’action de l’ordre des distances intermoléculaires. De ce fait, pour qu’elles s’établissent, il est nécessaire de créer un bon contact entre les deux surfaces.

## Théorie des couches de faible cohésion
Bikerman a constaté la présence de couches de faible cohésion (weak boundary layers) lors de l’analyse des zones de rupture des joints collés, mais cette théorie est souvent appelée théorie de l’adhésion par abus de langage. Les forces interfaciales sont toujours plus fortes que la force de cohésion d’une des nombreuses couches composant l’assemblage. Il s’ensuit que la rupture aura toujours lieu dans la couche dont la force de cohésion est la plus faible, appelée couche de faible cohésion.
La composition de cette couche peut varier. Les causes de cette variation sont nombreuses.

## Théorie chimique
La théorie chimique a été proposée par Buchan et Rae. L’adhésion est basée ici sur la formation de liaisons chimiques iono-covalentes. Ces liaisons sont parmi les plus fortes (jusqu'à 1 000 kJ/mol) : elles assurent aux assemblages collés une résistance à la rupture importante et une meilleure durabilité, contrairement aux liaisons de type van der Waals. La distance d’interaction entre atomes (0,15 à 0,24 nm) impose ainsi un contact intime entre les deux matériaux et donc, là encore, un bon mouillage.
Les liaisons chimiques peuvent être initiées de deux façons, soit par réaction directe entre les deux matériaux en contact (par exemple cas d’un adhésif adapté sur un substrat), soit par l’intermédiaire d’un agent de couplage (cas d’une molécule compatible entre l’adhésif et le substrat). Cette deuxième solution est généralement la technique utilisée pour obtenir une bonne adhésion entre une matrice époxyde et des fibres de verre dans les matériaux composites.
Les différentes théories de l’adhésion dépendent en effet des types de liaisons ou d’interactions.
| Type de liaison | Liaison    | Description | Énergie (kJ/mol) | Distance d'interaction (nm) |
| --------------- | ---------- | --- | ---------------- | --------------------------- |
| Inter-atomiques | Métallique | Liaison résultant d’une mise en commun de tous les électrons de valence occupant des niveaux d’énergie délocalisés sur tout le volume du métal                                     | 110 à 350        | 0,1 à 0,3                   |
| Inter-atomiques | Covalente  | Liaison (très directionnelle) assurée par deux électrons qui attirent à la fois les deux noyaux et les maintiennent unis                                                           | 200 à 800        | 0,1 à 0,2                   |
| Inter-atomiques | Ionique    | Liaison (non directionnelle) due à des forces électrostatiques entre ions négatifs et positifs. La liaison ionique pure n’existe pas car il y a toujours une composante covalente. | 355 à 1 050      | 0,1 à 0,2                   |